# Scutul supraocular

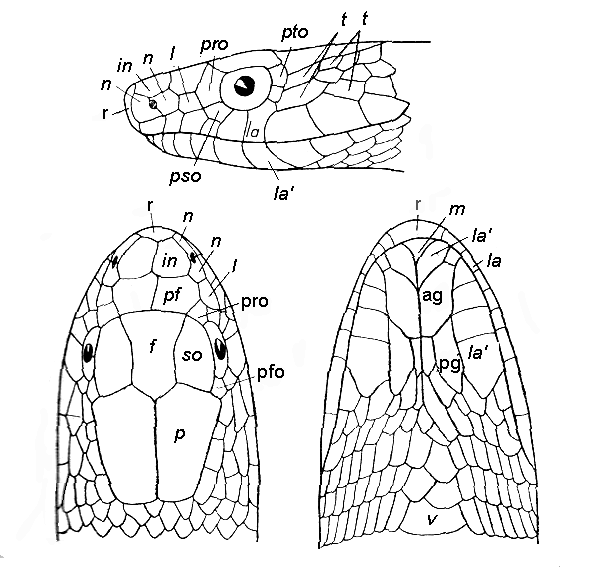
Terminologia scuturilor capului la șarpele Coluber ventromaculatus (după Malcolm A. Smith, 1943). Sus – aspect lateral, jos, în stânga – aspect dorsal, jos, în dreapta - aspect ventral
ag – Inframaxilar anterior,
f – Frontal,
in – Internazal,
l – Loreal,
la – Supralabial,
la' – Sublabial,
m – Mental,
n – Nazal,
p – Parietal,
pf – Prefrontal,
pg – Inframaxilar posterior,
pro – Preocular,
pso – Subocular,
pto – Postocular,
r – Rostral,
so – Supraocular,
t – Temporal,
v – Primul ventral

Scuturile supraoculare sau supraocularele (Scuta supraocularia) sunt solzi mari perechi la șerpi, de obicei alungiți longitudinal, situați simetric pe parte superioară a capului, deasupra ochiului pe care îl mărginesc. Medial supraocularul este în contact cu scutul frontal, posterior cu scutul parietal, anterior cu scutul prefrontal, inferior cu scutul preocular, ochiul și scutul postocular. La anumite specii (mai ales la viperide) este ușor proeminent spre exterior, formând o creastă sau muchie supraoculară deasupra ochiului.